# Tore Svensson
Tore Svensson (Falkenberg, 1927. december 6. – 2002. április 26.) svéd válogatott labdarúgó.
A svéd válogatott tagjaként részt vett az 1950-es és az 1958-as világbajnokságon, illetve az 1952. évi nyári olimpiai játékokon.

## Sikerei, díjai

### Klub
- Malmö FF
  - Svéd első osztály bajnoka:1949-50, 1950-51, 1952–53
  - Svéd kupa: 1951, 1953